# 주니 로켓
주니 로켓은 127 mm 5인치 무유도 로켓이다. 미국 육군에서 공대공, 공대지 용도로 개발했으며, LAU-10 로켓포드에 4발이 장착된다.

## 레이저 유도
5인치 레이저 유도 주니 로켓은 정밀유도무기이다. MBDA 북아메리카부문에서 유일하게 생산한다. 2.75인치 히드라 70을 레이저 유도화한 APKWS와 비슷하다.
기존의 무유도 주니 로켓의 탄두 앞부분에 새로운 WGU-58/B 유도부품을 부착했다. 목표물에 명중할 때까지 레이저 지시가 필요하다. 미국 해병대가 이 무기의 사용을 계획중이다.
기존의 무유도 주니 로켓 4발을 장착하던 LAU-10 로켓 포드를 그대로 사용할 수 있어서, LAU-10 로켓 포드를 사용하던 AV-8B 해리어 II, F/A-18, AH-1 코브라, P-3 오라이온 등에서 사용할 수 있다.
2009년 고정목표물 과 이동목표물 에 대한 시험발사가 성공했다. 실제사격 시험도 2010년 9월에 성공했다.

## 같이 보기
- 히드라 70